# Richard von Hampe
Richard šlechtic von Hampe (1863 – 1931) byl rakousko-uherský, respektive předlitavský státní úředník a politik, v roce 1918 poslední ministr kultu a vyučování Předlitavska.

## Biografie
Za vlády Heinricha Lammasche se stal posledním ministrem financí Předlitavska. Funkci zastával od 25. října 1918 do zániku monarchie 11. listopadu 1918. Předtím byl sekčním šéfem ministerstva.